# Катакомбы Рима
Катакомбы Рима (итал. Catacombe di Roma) — сеть античных катакомб, использовавшихся как места погребений, по большей части в период раннего христианства. Всего в Риме насчитывают более 60 различных катакомб (150—170 км длиной, около 750 000 захоронений), большинство из которых расположены под землёй вдоль Аппиевой дороги. Эти катакомбы представляют собой систему подземных ходов из туфа, зачастую образующих лабиринты. В их стенах для погребений проделывались прямоугольные ниши (лат. loculi) разной величины (главным образом для одного умершего, иногда для двух, и редко — для нескольких тел). На сегодняшний день почти все ниши открыты и пусты, однако сохранились и до сих пор закрытые (например, в катакомбах Панфила).

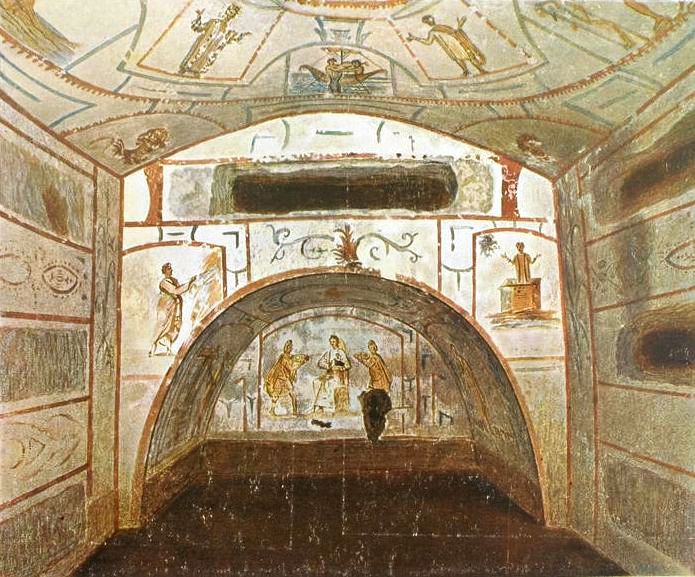
Катакомбы святых Петра и Марцеллина. Иосиф Вильперт, раскрашенная чёрно-белая фотография, 1903 год

## История

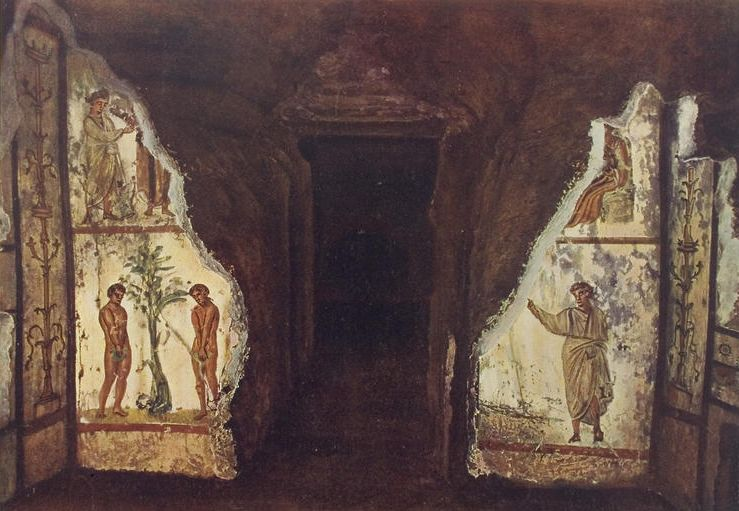
Катакомбы святых Петра и Марцеллина. Слева — Адам и Ева, справа — Оранта. (Иосиф Вильперт, 1903 год)

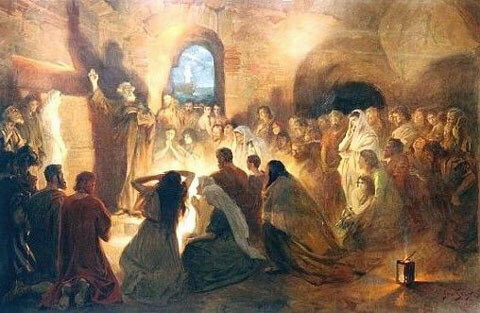
Апостол Пётр проповедует в катакомбах (Ян Стыка, начало XX века)

### Термин
Само название «катакомбы» (лат. catacomba) римлянам было не известно, они применяли слово «цеметерий» (лат. coemeterium или cimiterium < др.-греч. κοιμητήριον «спальня») — «усыпальница», «кладбище». Лишь одна из coemeteria, позднее: Катакомбы Сан-Себастьяно, у Аппиевой дороги, за стенами города, называлась: Аd catacumbas («У спуска к могилам», от греч. katakymbos — углубление), место, где у входа в подземный склеп ставили надгробные стелы с памятными надписями и бюстами умерших.
В Средневековье лишь они были известны и доступны населению, поэтому с тех пор все подземные захоронения стали называть катакомбы.

### Возникновение захоронений
Первые катакомбы у ворот Рима возникли в дохристианскую эпоху: так, например, сохранились иудейские катакомбы (итал. Catacombe Ebraiche) на Аппиевой дороге. В отношении происхождения катакомб нет определённой точки зрения. Существует гипотеза, что они являются остатками древних каменоломен или более древними подземными путями сообщения. Также существует мнение Джованни Батиста де-Росси и его последователей, что катакомбы являются исключительно христианским сооружением, так как их узкие ходы непригодны для извлечения из них камня, а сама порода катакомб непригодна для использования в качестве строительного материала.

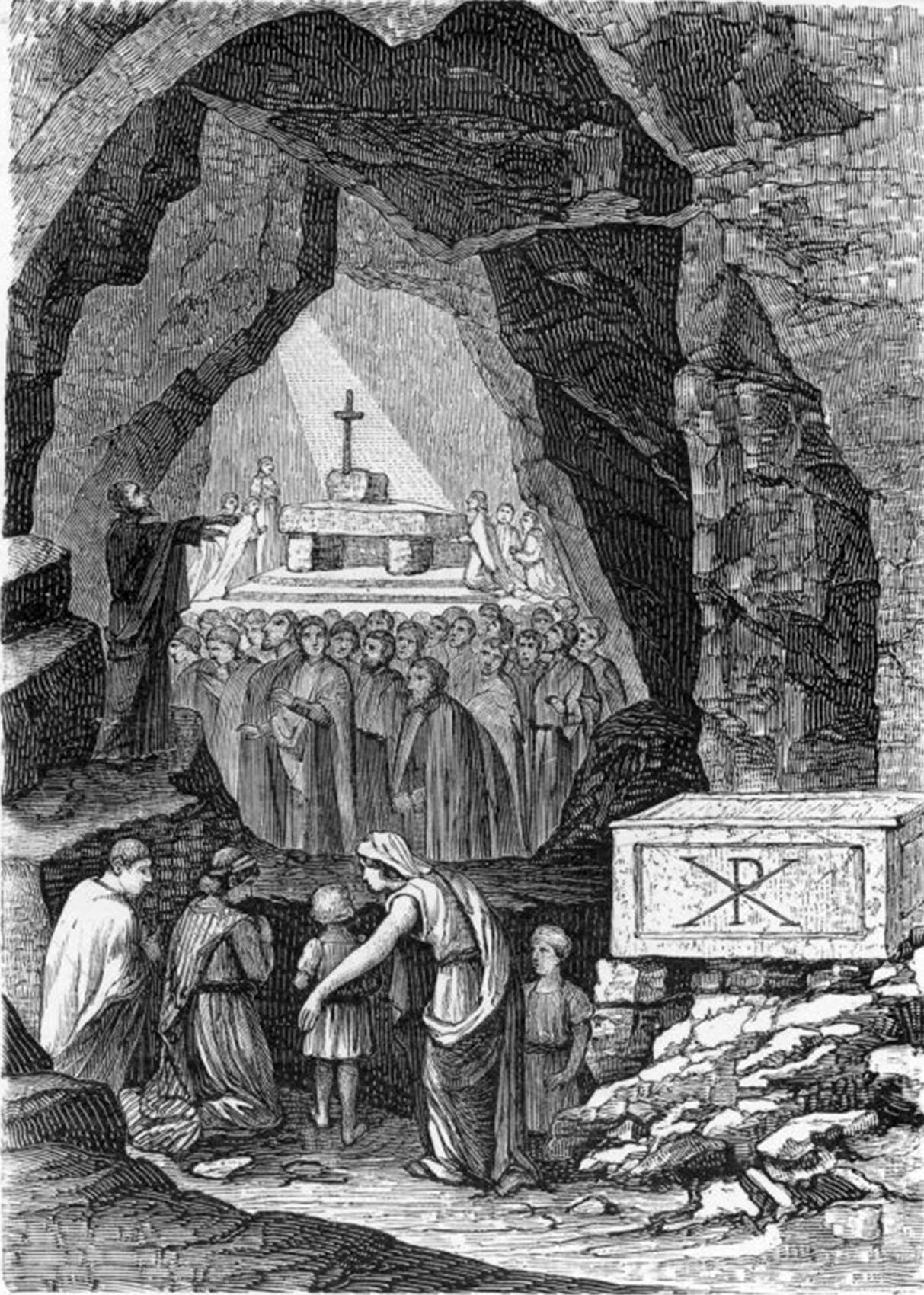
Раннехристианское богослужение в катакомбах святого Каллиста (гравюра XIX века)

Захоронения в катакомбах образовались из частных земельных владений. Римские собственники устраивали на принадлежавшем им участке одиночную могилу, или целый семейный склеп, куда допускали своих наследников и близких, подробно обозначая круг этих лиц и их права на могилу. В дальнейшем их потомки, переходившие в христианство, допускали для погребения на своих участках единоверцев. Об этом свидетельствуют многочисленные надписи, сохранившиеся в катакомбах: «[Фамильная] усыпальница Валерия Меркурия, Юлитта Юлиана и Квинтилия, для почтенных его отпущенных и потомков того же вероисповедания, что я сам», «Марк Антоний Рестут построил склеп для себя и своих близких, кто верит в Бога». Подземные ходы соответствовали границам владений и были соединены друг с другом многочисленными галереями, образовывая таким образом своего рода решётку (катакомбы святого Каллиста). Некоторые катакомбы представляли собой ответвления от основного хода, иногда также в несколько этажей.
Христиане переняли во II веке обычай хоронить усопших (в том числе мучеников и жертв преследований при языческих императорах) в катакомбах, но они не являлись местом укрытия христиан. К V веку старые катакомбы были расширены, а также были построены новые. Именно от совершения богослужений в катакомбах на гробах мучеников ведёт своё начало христианская традиция совершения литургии на мощах святых.
В катакомбы входили также гипогеумы — от латинского (лат. hypogeum) — помещения религиозного назначения, однако с точно не установленной функцией, а также зачастую небольшой зал для трапез, зал для собраний и несколько шахт для освещения (лат. luminare). В «Апостольских постановлениях» (ок. V века) содержится прямое указание на встречи ранних христиан в катакомбах: «…без наблюдения собирайтесь в усыпальницах, совершая чтение священных книг и поя псалмы по почившим мученикам и всем от века святым, и по братьям своим, почившим о Господе. И вместообразную приятную евхаристию царского тела Христова приносите в церквах своих и в усыпальницах…». Об устойчивой традиции совершать богослужения в катакомбах свидетельствует одна из надписей, найденных в XVI веке Цезарем Баронием в катакомбах святого Каллиста: «Какие горькие времена, мы не можем совершать в безопасности таинств и даже молиться в наших пещерах!».

### Исторические свидетельства

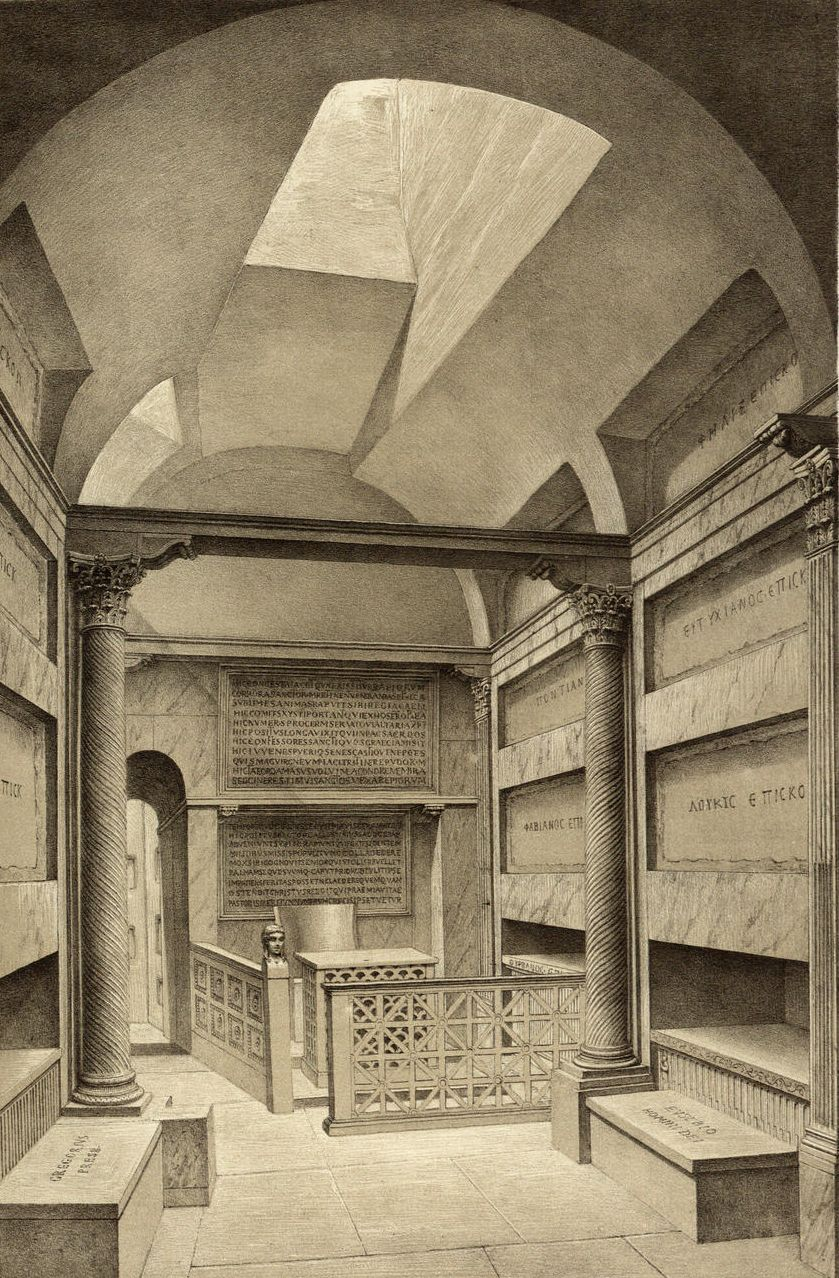
Реконструкция Кубикулы пап в катакомбах святого Каллиста (Джованни Батиста де-Росси, 1867 год)

Наиболее ранними (IV век) историческими источниками о римских катакомбах выступают сочинения Блаженного Иеронима и Пруденция. Иероним, воспитывавшийся в Риме, оставил заметки о своих посещениях катакомб:

Вместе со своими товарищами-сверстниками я имел обычай по воскресным дням посещать гробницы апостолов и мучеников, спускаться часто в пещеры, вырытые в глубине земли, в стенах которых по обеим сторонам лежат тела усопших, и в которых такая темнота, что здесь почти сбывается это пророческое изречение: «да внидут во ад живи» (Пс. 54:16). Изредка свет, впускаемый сверху, умеряет ужас мрака, так что отверстие, чрез которое он входит, лучше назвать щелью, чем окном.

Описание Иеронима дополняет написанное примерно в тот же период сочинение Пруденция «Страдания блаженнейшего мученика Ипполита»:

Недалеко от того места, где оканчивается городской вал, на возделанной местности, к нему примыкающей, открывает свои темные ходы глубокая крипта. Покатая тропа, извиваясь, ведет в это убежище, лишённое света. Дневной свет проникает в крипту чрез вход, а в извилистых галереях её уже в нескольких шагах от входа чернеет тёмная ночь. Впрочем, в эти галереи бросают ясные лучи сверху отверстия, прорубленные в своде крипты; и хотя в крипте встречаются там и здесь тёмные места, тем не менее чрез означенные отверстия значительный свет освещает внутренность высеченного пространства. Таким образом даётся возможность под землёю видеть свет отсутствующего солнца и наслаждаться его сиянием. В таком тайнике скрывается тело Ипполита, подле которого воздвигается жертвенник для божественных священнодействий.

### «Упадок» катакомб
Начиная с IV века катакомбы утрачивают своё значение и перестают использоваться для погребения. Последним римским епископом, который был в них погребён, является папа Мельхиад. Его преемник Сильвестр был уже похоронен в базилике Сан-Сильвестро-ин-Капите. В V веке захоронения в катакомбах полностью прекратились, но с этого периода катакомбы приобретают популярность у паломников, желавших помолиться на могилах апостолов, мучеников и исповедников. Они посещали катакомбы, оставляя на их стенах (особенно возле гробниц с мощами святых) различные изображения и надписи. Некоторые из них описывали свои впечатления от посещения катакомб в путевых заметках, которые являются одним из источников данных для изучения катакомб.
Падение интереса к катакомбам было вызвано постепенным извлечением из них мощей святых. В 537 году при осаде города Витигесом гробницы святых в них были вскрыты, и их мощи перенесены в городские церкви. Это было первое извлечение реликвий из катакомб, последующие записи хронистов сообщают о более масштабных акциях:
- папа Бонифаций IV по случаю освящения Пантеона вывез из катакомб тридцать две повозки с мощами святых;
- при папе Пасхалии I, согласно надписи в базилике Санта-Прасседе, было извлечено из катакомб две тысячи триста мощей святых[7].

### Открытие и изучение катакомб

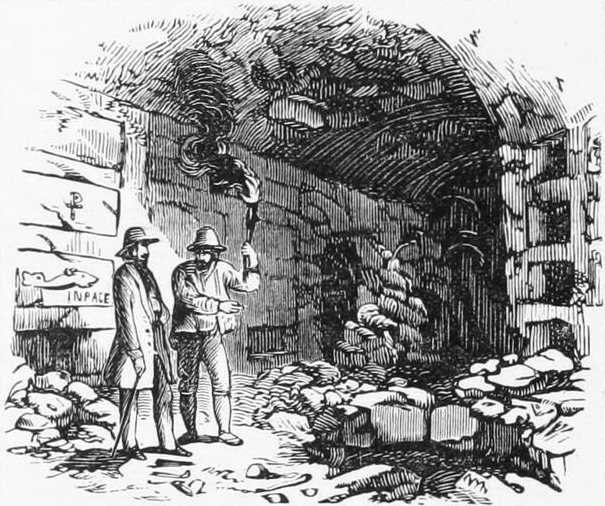
Исследователи в катакомбах
(иллюстрация к «Истории Рима» М. Янг, 1880)

С конца IX века посещение римских катакомб, лишившихся привлекавших паломников мощей, практически прекращаются, в XI—XII веках описаны единичные случаи подобных визитов. Практически на 600 лет о знаменитом в христианском мире некрополе забывают. В XVI веке к изучению катакомб приступил Онуфрий Панвинио, профессор-теолог, библиотекарь папской библиотеки. Он исследовал раннехристианские и средневековые письменные источники и составил список 43 римских захоронений (книга вышла в 1568 году), однако, вход удалось найти лишь в катакомбы святых Себастьяна, Лаврентия и Валентина.
Вновь о римских катакомбах стало известно после того, как 31 мая 1578 года рабочие, занятые на земляных работах на Салярской дороге, наткнулись на каменные плиты, покрытые древними надписями и изображениями. В то время посчитали, что это катакомбы Присциллы (на самом деле coemeterium Iordanorum ad S. Alexandrum). Вскоре после открытия они были погребены под завалом и заново раскопаны лишь в 1921 году.
Позднее катакомбы исследовал Антонио Бозио, который в 1593 году впервые спустился в катакомбы Домитиллы. Всего им было открыто около 30 цеметериев (раскопок Бозио не проводил), результаты своей работы он описал в трёхтомном сочинении «Подземный Рим» (лат. Roma sotterranea), вышедшем в свет уже после его смерти. Бозио нанял двух рисовальщиков, которые изготовили копии изображений из катакомб. Их работы были зачастую неточными или ошибочными: Добрый пастырь был принят за крестьянку, Ной в ковчеге — за молящегося мученика, а отроки в пещи огненной — за сцену Благовещения.
Полномасштабные исследовательские работы в катакомбах начались только с XIX века, когда вышли в свет работы, посвящённые их истории и живописи. К таким работам относятся сочинения Джузеппе Марки, Джованни Батиста де-Росси (открыл катакомбы святого Каллиста), монументальное сочинение А. Фрикена «Римские катакомбы и памятники первоначального христианского искусства» (1872—85 годы). В конце XIX века русский художник-акварелист Ф. П. Рейман (1842—1920) за 12 лет работы создал свыше 100 листов копий наиболее хорошо сохранившихся катакомбных фресок.
В 1903 году вышла книга исследователя Иосифа Вильперта (1857—1944) «Живопись катакомб Рима» (нем. Die Malerei der Katakomben Roms), в которой он представил первые фотографии фресок из катакомб. Черно-белые снимки фресок и мозаик печатались в точном масштабе и затем раскрашивались водяными красками, многие копии Вильперт, владея техникой рисунка, сделал сам.
С 1929 года (после Латеранских соглашений) катакомбами и проводимыми там исследованиями управляет Папская Комиссия по священной археологии (итал. Pontificia Commissione di Archeologia Sacra), созданная по предложению де-Росси ещё в 1852 году. Институт христианской археологии при комиссии занимается охраной и сохранением открытых катакомб, а также исследованием живописи и дальнейшими раскопками. Задачами исследователей римских катакомб остаётся толкование иконографии катакомбной живописи, а также открытие новых захоронений и новых участков известных катакомб. Так в 1955 году Антонио Ферруа были открыты катакомбы на виа Латина. Последняя находка ранее неизвестного захоронения состоялась в 1994 году после обрушения пола в подвале: были обнаружены длинный коридор с цистерной, круглая кубикула и античный вход.

### Реставрация катакомб

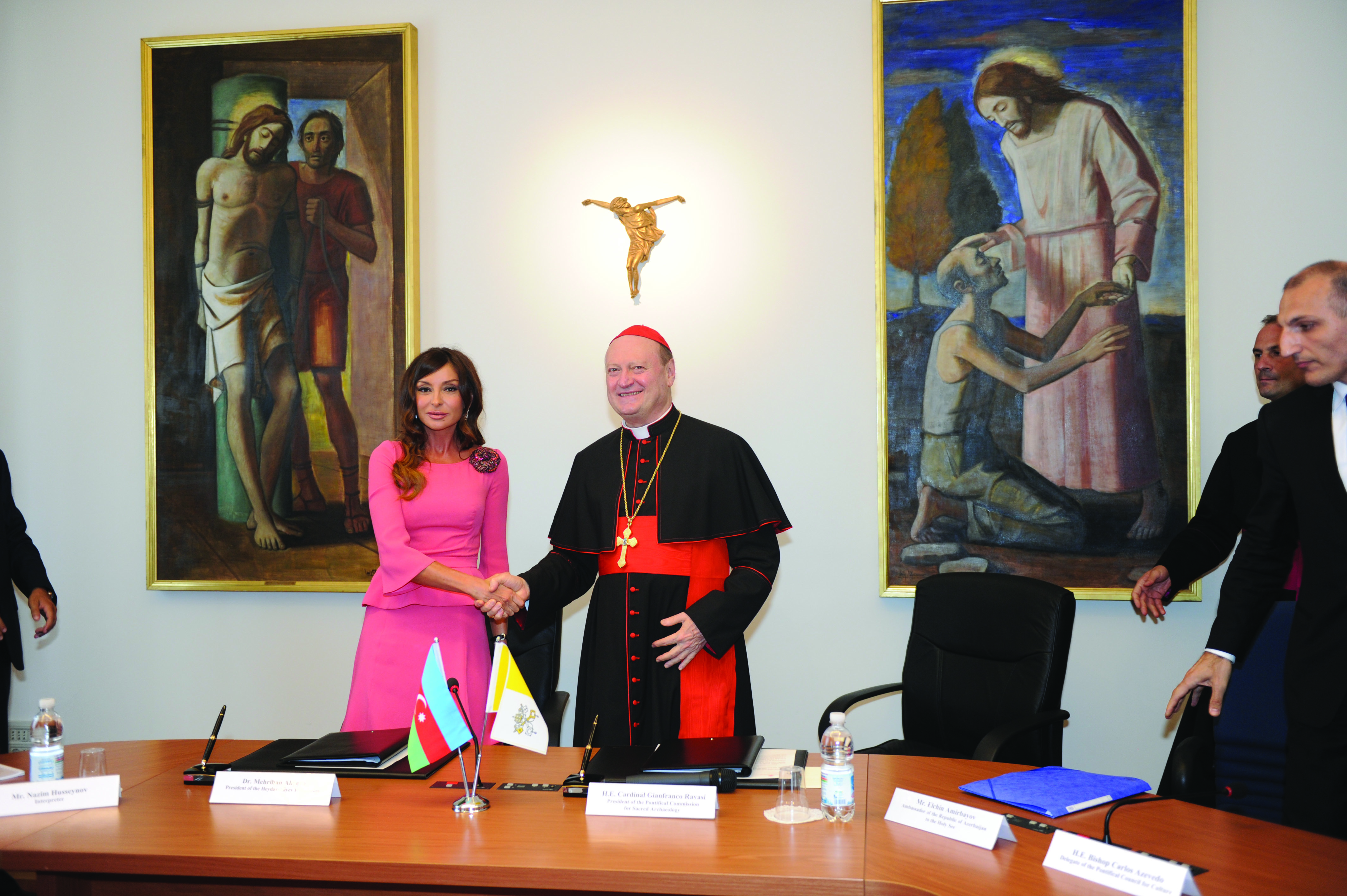
Подписание соглашения о реставрации римских катакомб

22 июня 2012 года в Ватикане при участии президента фонда Гейдара Алиева, первой леди Азербайджана Мехрибан Алиевой и председателя Папской комиссии по священной археологии кардинала Джанфранко Равази было подписано «Двустороннее соглашение о реставрации римских катакомб». Реставрационные работы в катакомбах Святых Петра и Марцеллина проводились Папской комиссией по священной археологии при финансовой поддержке Фонда Гейдара Алиева. 2 июня 2014 года президент Фонда Гейдара Алиева Мехрибан Алиева ознакомилась с римскими катакомбами после реставрации.

## Погребальные обряды

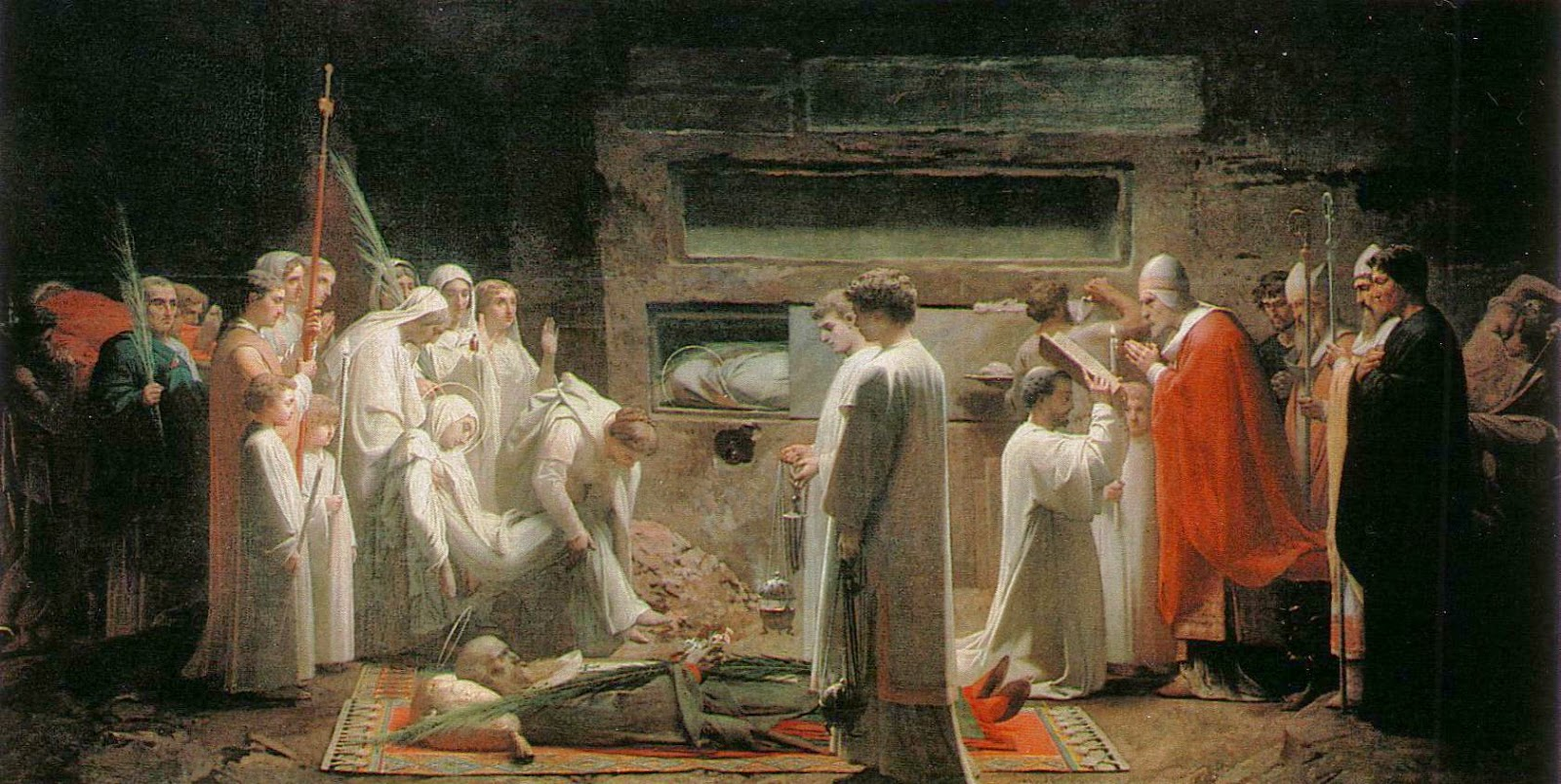
Мученики в катакомбах (Ж. Леневё, 1855 год)

Катакомбы в период II—IV веков использовались христианами для проведения религиозных обрядов и осуществления захоронений, так как община считала своим долгом погребать единоверцев только среди своих. Похороны у первых христиан были простыми: предварительно омытое и умащённое различными благовониями тело (бальзамирования с очищением внутренностей древние христиане не допускали) закутывали в саван и помещали в нишу. Затем её закрывали мраморной плитой и в большинстве случаев замуровывали кирпичами. На плите было написано имя усопшего (иногда только отдельные буквы или цифры), а также христианский символ или пожелание покоя на небесах. Эпитафии были весьма лаконичны: «Мир с тобой», «Спи в мире Господа» и т. п. Часть плиты покрывали цементным раствором, в который также бросали монеты, небольшие фигурки, кольца, жемчужные ожерелья. Зачастую рядом оставляли масляные лампы или маленькие сосуды с благовониями. Число таких предметов было довольно велико: несмотря на разграбление ряда захоронений в одних только катакомбах святой Агнессы было найдено около 780 предметов, положенных вместе с усопшими в гробницу.
Христианские захоронения в катакомбах почти в точности воспроизводили еврейские погребения и не отличались в глазах современников от еврейских кладбищ в окрестностях Рима. По мнению исследователей, раннехристианские эпитафии («Почить в мире», «Почить в Боге») в катакомбах повторяют иудейские погребальные формулы: bi-shalom, bi-adonai.
Управлением и поддержанием порядка в катакомбах занимались фоссоры (лат. Fossorius, Fossorii). Также в их обязанности входила подготовка мест для захоронений и посредничество между продавцами и покупателями могил: «Участок приобретён под устройство бисома для Артемизия. Стоимость, 1500 фолий, выплачена фоссору Хилару, при свидетельстве фоссоров Севера и Лаврентия». Их изображения также часто встречаются в катакомбной живописи: их изображают за работой или стоящими с орудиями своего труда, среди которых выделяются топор, кирка, лом и глиняная лампа для освещения темных коридоров. Современные фоссоры участвуют в дальнейших раскопках катакомб, следят за порядком и проводят учёных и интересующихся по неосвещённым коридорам.

### Формы захоронений
| Название                                         | Изображение | Описание |
| ------------------------------------------------ | ----------- | --- |
| Ниши (лат. Loculi, локулы)                       |             | Локулы (дословно «местечки») являются наиболее распространённой формой захоронений в катакомбах. Предназначены для захоронения как одного человека, так и нескольких (лат. loculi bisomi, trisomi…). Выполнялись в форме четырёхугольных продолговатых углублений в стенах коридоров катакомб или в кубикулах.                                                                            |
| Аркосолии (лат. Arcosolium)                      |             | Аркосолий — невысокая глухая арка в стене, под ней в гробнице помещали останки усопших. Таким образом, отверстие гробницы располагалось не сбоку, а сверху. Этот более дорогой тип захоронений известен ещё с античности. В них чаще всего хоронили мучеников и использовали надгробную плиту как алтарь при совершении литургии. Чаще встречаются в кубикулах, чем в коридорах катакомб. |
| Саркофаги (лат. Solium)                          |             | Относится к римской традиции погребения, позднее заимствованной христианами. Не характерен для иудейских погребений. Захоронения в саркофагах в катакомбах встречаются редко. Саркофаги также могли размещаться в аркосолиях. |
| Кубикулы (лат. Cubiculum) и крипты               |             | Кубикулами назывались небольшие камеры, расположенные по сторонам основных ходов. Дословно cubiculum означает «покой», покой для сна умерших. В кубикулах располагались захоронения нескольких человек, чаще всего они являлись фамильными склепами. Обнаружены кубикулы, в которых насчитывается до 70 и более локулов разной величины, расположенных в 10 и более рядов.                |
| Захоронения в полу (лат. Forma — «канал, труба») |             | Встречаются в полах крипт, кубикул, редко в основных ходах катакомб. Такие погребения часто встречаются недалеко от захоронений мучеников. |

## Виды катакомб
Наиболее известными римскими катакомбами являются следующие:

### Христианские катакомбы

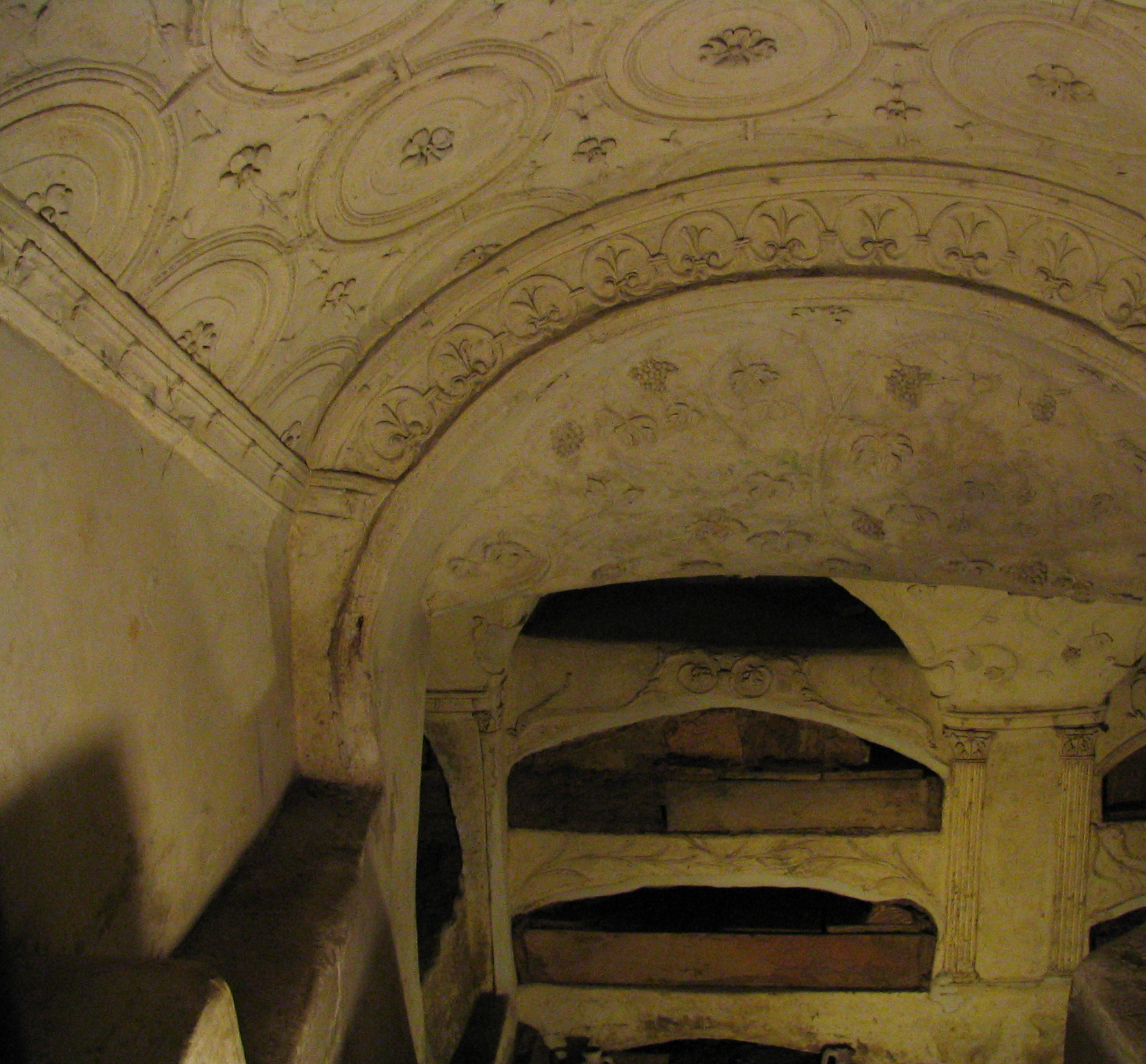
Катакомбы святого Себастьяна

Катакомбы святого Себастьяна (итал. Catacombe di San Sebastiano) — получили своё название от захоронения в них раннехристианского мученика святого Себастьяна. Особого интереса заслуживают языческие захоронения, украшенные фресками. Здесь хорошо виден переход от язычества к христианству: языческие изображения сочетаются с христианскими надписями. В более глубоких (и поздних) христианских катакомбах расположена крипта святого Себастьяна, где до переноса в построенную в IV веке над катакомбами церковь Сан-Себастьяно-фуори-ле-Мура хранились мощи святого.
По преданию, в катакомбах святого Себастьяна некоторое время в начале III века хранились мощи апостолов Петра и Павла, казнённых в Риме в I веке. Об этом сохранилась надпись: «Кто бы ты ни был, отыскивающий имена Петра и Павла, ты должен знать, что здесь почивали святые».
Катакомбы Домитиллы (итал. Catacombe di Domitilla) — эти катакомбы служили местом захоронения язычникам и христианам. Они расположены на территории, которая принадлежала семье Флавиев, однако не ясно о какой именно Домитилле идёт речь. Точно известно лишь то, что катакомбы Домитиллы возникли из нескольких семейных захоронений, и были расширены до 4 этажей около IV века. Каждый этаж достигает 5 м в высоту. Здесь встречаются раннехристианские символы: рыба, ягненок, якорь, голубь.

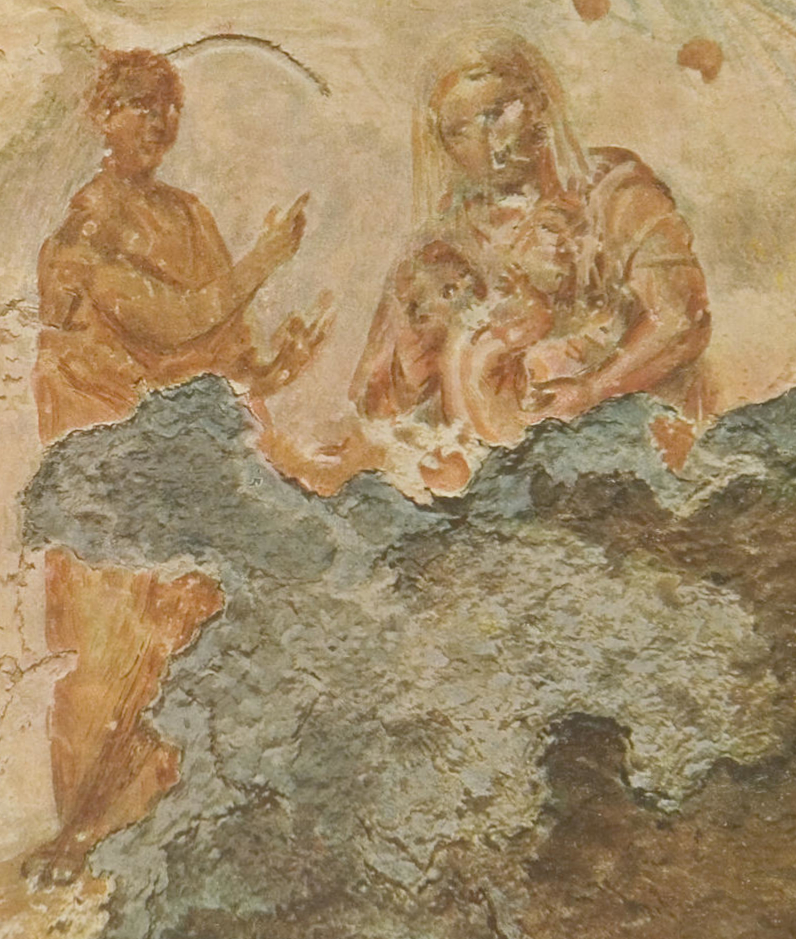
Древнейшее известное изображение Богородицы с младенцем Иисусом (катакомбы Присциллы)

Катакомбы Присциллы (итал. Catacombe di Priscilla) — самые старые катакомбы Рима. Они являлись частным владением семьи Акилия Глабрия, римского консула. Помещения украшены раннехристианскими фресками из которых выделяются сцена пира (аллегория евхаристии) в греческой капелле и древнейшее изображение Богородицы с младенцем и пророком (фигура слева изображает пророка Исаию или Валаама), датируемое II веком.
Катакомбы святой Агнессы (итал. Catacombe di Sant'Agnese) — получили своё название от имени ранехристианской мученицы Агнессы Римской и датируются III—IV веками. В этих катакомбах нет настенных росписей, но в двух хорошо сохранившихся галереях можно найти множество надписей.
Над катакомбами расположена базилика Сант-Аньезе-фуори-ле-Мура, построенная в 342 году дочерью императора Константина Великого Констанцией. В этой базилике в настоящее время хранятся мощи святой Агнессы, перенесённые из катакомб.

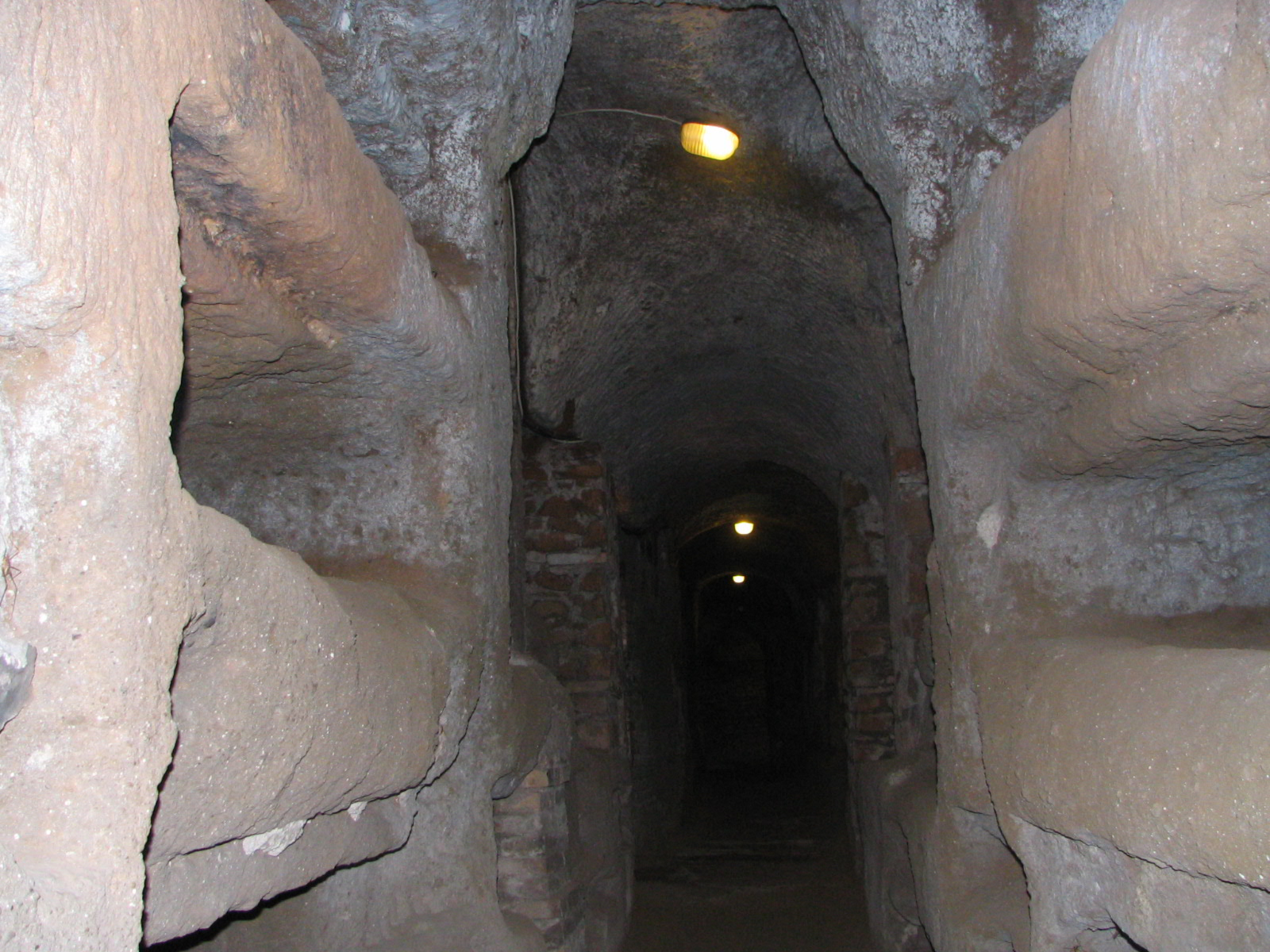
Катакомбы святого Каллиста с открытыми нишами

Катакомбы святого Каллиста (итал. Catacombe di San Callisto) — являются самым крупным местом христианского захоронения древнего Рима. Протяжённость катакомб составляет около 20 км, они имеют 4 уровня и образуют лабиринт. В катакомбах святого Каллиста находятся около 170 тысяч погребений. Своё название катакомбы получили от имени римского епископа Каллиста, участвовавшего в их обустройстве.
Катакомбы святого Каллиста исследованы только частично. Для доступа открыта крипта пап, в которой было погребено 9 римских епископов III века, а также крипта святой Цецилии (Кикилии), где в 820 году были обнаружены мощи этой святой. Стены крипты украшают фрески с изображением мучеников Севастиана, Кирина и Кикилии.
В пещере Святых Тайн (итал. Cubicolo dei Sacramenti) сохранились фрески с изображением таинств крещения и евхаристии. Также сохранилось много символических изображений: рыболов, вытаскивающий рыбу (символ спасения человека из волн греховного моря); семь человек, сидящих за столом (таинство евхаристии); Лазарь (символ воскресения).

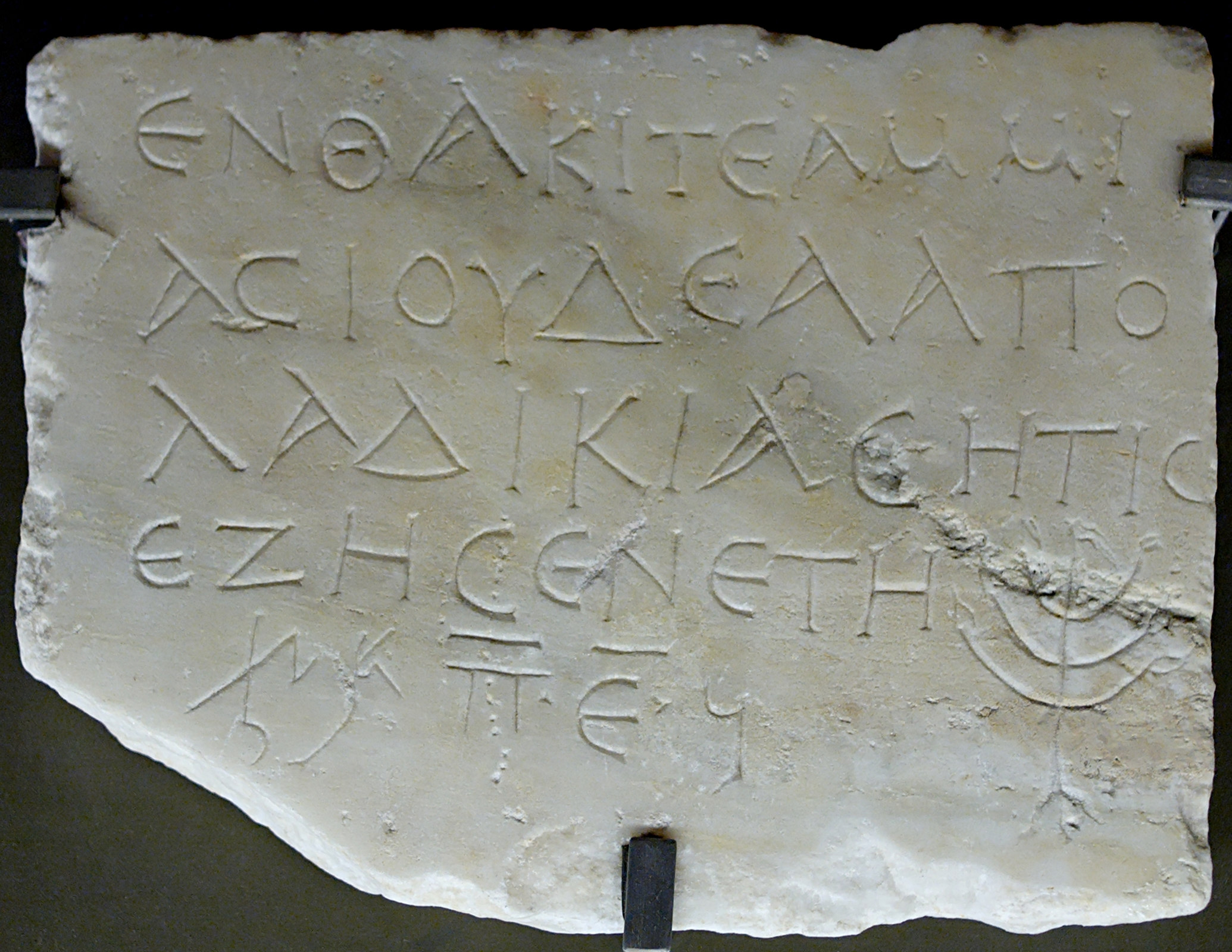
Эпитафия с менорой из иудейских катакомб

### Иудейские катакомбы
Известные археологам иудейские катакомбы в Риме находятся под Villa Torlonia и Vigna Randanini (открыты в 1859 году). Вход в катакомбы под Вилла-Торлония был замурован в начале XX века, лишь в конце века было решено их отреставрировать и открыть для посетителей. По мнению исследователей, данные катакомбы являются предшественниками христианских катакомб: обнаруженные захоронения датируются 50 годом до н. э. (возраст захоронений устанавливался с помощью радиоуглеродного анализа).
По своему архитектурному плану иудейские катакомбы практически не отличаются от христианских. Основное отличие заключается в следующем: сначала возникли не коридоры, а отдельные склепы, которые позднее были соединены ходами. Ходы в целом шире чем в христианских катакомбах. Их стены также украшены фресками с изображением символов и фигур, например, меноры, цветов, животных (уток, рыб, павлинов) и фигуративные сюжеты.

### Синкретические катакомбы
К синкретическим катакомбам Рима относятся: подземные храмы (hypogeum) degli Aureli, Trebius Justus, Vibia. Здесь можно встретить смешение христианства, греческой и римской философии. Возможно, это были захоронения одной секты гностиков. К примерам таких катакомбных храмов относится подземная базилика, обнаруженная в 1917 году в районе римского вокзала Термини. Храм, украшенный гипсовыми барельефами, использовался в I веке до н. э. как место встреч неопифагорейцев.

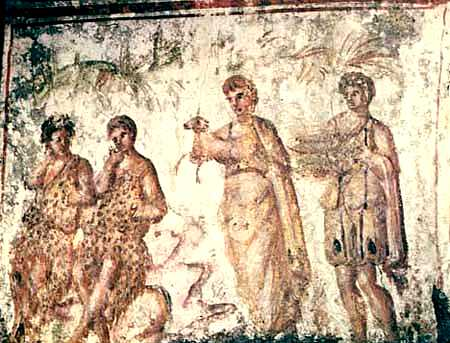
Адам и Ева с сыновьями. Катакомбы на виа Латина

### Катакомбы на Виа Латина
Богато украшенные катакомбы на Via Latina (официальное название — Catacomba di Dino Compagni, ок. 350 г.), обнаруженные в 1955 году, являлись частным захоронением одной или нескольких семей. Они не относятся к синкретическим катакомбам, возможно, здесь совершались погребения как язычников, так и христиан (всего около 400 захоронений). Эти катакомбы примечательны тем, что в них можно увидеть изображения сцен из Ветхого и Нового Завета, датированные серединой IV века, в иконографии более развитой, чем до издания Миланского эдикта: Адам и Ева изображены в одежде из шкур сидящими на камне, оба подпирают рукой подбородок, а  Ева печально смотрит на Адама; прорицатель Валаама изображён с ослицей.

## Символы и декор

### Общая характеристика
Младенчески тени заслушались пенья Орфея. 

Иона под ивой все помнит китовые недра. 

Но на плечи Пастырь овцу возлагает, жалея, 

И благостен круглый закат за верхушкою кедра
Стены около 40 катакомб (особенно стены склепов) украшены фресками (реже мозаиками), изображающими сцены из Ветхого и Нового Завета, языческих мифов, а также различными христианскими аллегорическими символами (ихтис, «Добрый пастырь»). К древнейшим изображениям относятся сцены «Поклонения волхвов» (сохранилось около 12 фресок с этим сюжетом), которые датируются II веком. Также ко II веку относится появление в катакомбах изображений акронима ΙΧΘΥΣ или символизирующий его рыбы. В иудейских катакомбах на Аппиевой дороге встречаются изображения меноры. Присутствие в местах захоронений и собраний первых христиан изображений как библейской истории, так и святых свидетельствует о ранней традиции почитания священных изображений.
К другим распространённым символическим образам, частично заимствованным из античной традиции, в катакомбах относятся:

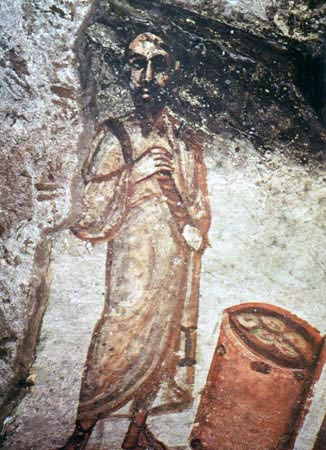
Апостол Павел (фреска IV века)

- якорь — образ надежды (якорь является опорой корабля в море, надежда выступает опорой души в христианстве);
- голубь — символ Святого Духа;
- феникс — символ воскресения;
- орёл — символ юности («обновится яко орля юность твоя» (Пс. 102:5));
- павлин — символ бессмертия (по мнению древних его тело не подвергалось разложению);
- петух — символ воскресения (крик петуха пробуждает от сна, а пробуждение по мнению христиан должно напоминать верующим о Страшном суде и всеобщем воскресении мёртвых);
- агнец — символ Иисуса Христа;
- лев — символ силы и могущества;
- оливковая ветвь — символ вечного мира;
- лилия — символ чистоты (распространено из-за влияния апокрифических историй о вручении архангелом Гавриилом Деве Марии при Благовещения цветка лилии);
- виноградная лоза и корзина с хлебом — символы евхаристии.

Исследователи отмечают, что христианская фресковая живопись в катакомбах представляет собой (за исключением новозаветных сцен) те же символы и события библейской истории, которые присутствуют в иудейских захоронениях и синагогах того периода.
Большинство изображений в римских катакомбах выполнены в эллинистическом стиле, господствовавшем в Италии во II—III веках, только символ ихтис имеет восточное происхождение. По мнению Иосифа Вильперта, при датировке изображений важное значение имеет манера и стиль их исполнения.

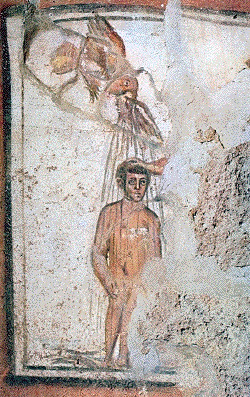
Крещение Господне (фреска начала III века)

Хороший стиль выражается здесь особенно в легком деликатном наложении красок и в правильности рисунка; фигуры — прекрасных пропорций, а движения отвечают действию. Недостатки появляются и накапливаются особенно, начиная со второй половины третьего столетия, в виде грубых ошибок в рисунке, зеленых бликов в инкарнате, в грубых контурах, непокрытых живописью, и широких каймах, обрамляющих сцены. Далее, достоверным критерием являются одежды и их украшения: безрукавная туника указывает на фрески ранее III века; к III веку относится далматика ранней формы; далматика с модными, невероятно широкими рукавами, указывает на фрески IV столетия. Круглые пурпурные нашивки появляются со второй половины III и особенно в IV веке; в древнейшую эпоху украшения ограничиваются узким «клавом».

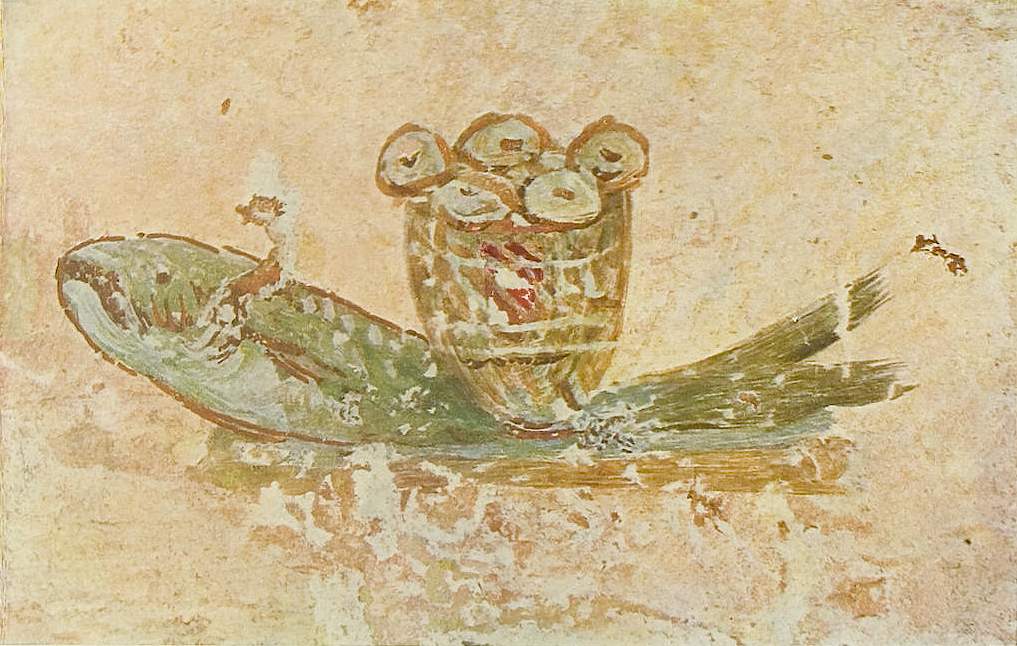
Евхаристический хлеб и рыба (катакомбы святого Каллиста)

Для раннего периода (I—II века) характерны нежные, тонкие каймы вокруг полей фресок, использование светлых тонов и общий бледно-палевый фон крипт, на которых некоторые фрески кажутся монохромными. Постепенно эллинистическая художественная манера заменяется иконописным мастерством: тела начинают изображать более материальными, что особенно заметно благодаря охре в карнации, которая делает фигуры тяжёлыми. Искусствовед Макс Дворжак считает, что катакомбная живопись отражает формирование нового художественного стиля: трехмёрное пространство сменяется абстрактной плоскостью, происходит замена реальной связи между телами и предметами их символическими взаимоотношениями, всё материальное подавляется ради достижения максимальной одухотворенности.
Изображения сцен из мифов в катакомбной живописи встречаются значительно реже (Деметра и Персефона, Амур и Психея) и порой они были переосмыслены в христианском ключе. Ранняя катакомбная живопись зачастую использовала те же декоративные темы и мотивы, которые было принято использовать для украшения жилых зданий и  языческих гробниц.

### Изображения Иисуса Христа
В катакомбной живописи отсутствуют изображения на тему Страстей Христовых (нет ни одного изображения распятия) и Воскресения Иисуса. Среди фресок конца III — начала IV веков часто встречаются сцены, изображающие Христа, совершающего чудеса: умножение хлебов, воскрешение Лазаря (встречается более 50 изображений). Иисус держит в руках своего рода «волшебную палочку», что является античной традицией изображения чудес, также перенятой христианами.
| Изображение | Название       | Описание |
| ----------- | -------------- | --- |
|             | Орфей          | Это христианизированные изображения языческого персонажа, Орфея. В руке он держит кифару, иногда в окружении зверей во фригийской шапке и восточном одеянии. Значения других языческих персонажей (Гелиос, Геракл) также были переосмыслены. |
|             | Добрый пастырь | Большее число изображений Доброго Пастыря в катакомбах относится к III—IV векам. Возникновение и распространение данного символического изображения Иисуса относится к периоду гонений на первых христиан и возникло на основе сюжета евангельской притчи о заблудшей овце. Добрый Пастырь изображён в виде юноши без бороды, по большей части с короткими волосами, одетый в тунику. Иногда он стоит опершись на посох, а также в окружении овец и пальм. |
|             | Крещение       | Часто встречающееся изображение в катакомбной живописи. Существует в двух вариантах: евангельский рассказ о Крещении Господнем от Иоанна Предтечи и просто изображение таинства крещения. Главным отличием между сюжетами выступает символическое изображение Святого Духа в виде голубя на фресках Крещения Господня. |
|             | Учитель        | При изображении Христа-Учителя ему придавался образ античного философа, облачённого в тогу. Окружающие его ученики изображаются в образе юношей, наподобие студентов античных школ. |
|             | Христос        | Такие изображения отличаются от античной традиции: лик Иисуса принимает более строгий и выразительный характер. Волосы изображаются длинными, часто с пробором посреди головы, добавляется борода, иногда разделённая на две части. Появляется изображение нимба. |

### Изображения Оранты
Оранта — один из наиболее часто встречающихся изображений в катакомбах: первоначально как персонификация молитвы, а затем как образ Богородицы. В конце III—IV веках в виде Орант (то есть молящихся) изображали погребённых в катакомбах, как женщин, так и мужчин.
| Изображение | Название          | Описание |
| ----------- | ----------------- | --- |
|             | Оранта с ребёнком | Оранта с ребёнком (первая половина IV века) находится в кубикуле della Madonna orante в coemeterium Maius (катакомбы Агнии). Расположение изображения на алтарной стене христианской катакомбы и две монограммы по сторонам изображения, по мнению Н. В. Покровского, позволяют видеть в этом изображении именно образ Богоматери. |
|             | Оранта            | Оранта в «кубикуле пяти святых» в катакомбе св. Каллиста. Рядом с женской фигурой Dionysas расположена мужская под именем Nemesius, к обоим именам добавлено in pace. Здесь умершие изображены в виде Орант в райском саду среди цветов и птиц.                                                                                    |

### Сцены из Ветхого Завета
В римских катакомбах часто встречаются сцены из Ветхого Завета, например, Моисей у источника в скале, Ной в ковчеге, Даниил в яме со львами, три отрока в пещи огненной, три отрока и Навуходоносор.
| Изображение                | Название                   | Описание |
| -------------------------- | -------------------------- | --- |
|                            | Адам и Ева                 | Изображение библейских прародителей человечества встречается в различных вариантах: в сцене грехопадения, вместе с их детьми. Появление данного изображения в раннехристианской живописи обусловлено возникновением в христианском вероучении восприятия Иисуса Христа как нового Адама, искупившего своей смертью Первородный грех. |
|                            | Иону выбрасывают в море    | Изображения Ионы можно часто встретить в катакомбах. Авторы росписей представили не только основу библейского сюжета об Ионе, но также детали: корабль, огромную рыбу (иногда в виде морского дракона), беседку. Иона изображен отдыхающим или спящим под деревом с листьями и плодами, или же под открытым небом. Появление изображений Ионы связано с пророчеством Христа о своём трехдневном пребывании во гробе, в которых он сравнил себя с Ионой (Мф. 12:38-40). |
| Три отрока в пещи огненной | Три отрока в пещи огненной | Появление таких изображений относят к IV веку, что было связано с возникновением почитания трёх вавилонских отроков как исповедников, оставшихся верными своей вере среди иноверцев (что было для первых христиан символично). |

### Агапы

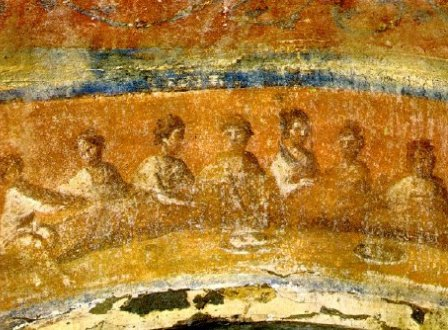
Агапа (фреска из катакомб святой Присциллы)

Изображение агап — «Трапез Любви», которые христиане устраивали в катакомбах в память о евангельской Тайной вечере и на которых совершали таинство евхаристии, является весьма распространённым сюжетом катакомбной живописи. По изображениям агап историки литургики восстанавливают традиции богослужения раннехристианских общин.
Наиболее интересна для изучения раннехристианской обрядности фреска II века с изображением агапы, обнаруженная в 1893 году.

За полукруглым столом возлежат шесть участников вечери, а по правую сторону стола помещается бородатый мужчина, преломляющий хлеб. У его ног стоит чаша и два блюда: одно — с двумя рыбами, другое же — с пятью хлебами.
— Древне-христианская практика причащения Св. Тайн. 
Число изображённых хлебов и рыб напоминает евангельское чудо умножения хлебов. Из анализа изображений агап исследователи пришли к выводу, что в раннехристианских общинах верующие получали хлеб из рук предстоятеля непосредственно в свои руки, а потом по очереди отпивали вино из чаши.

### Надписи в катакомбах

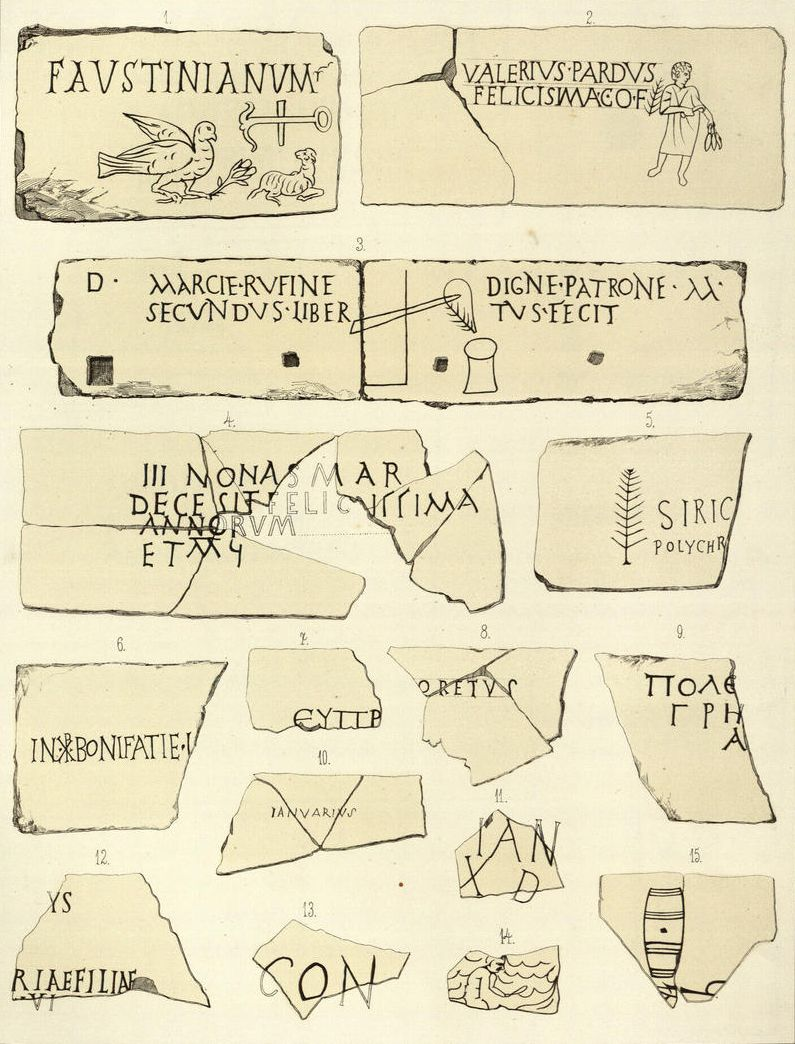
Примеры катакомбных надписей

Собрание надписей из римских катакомб, составляющее в данный момент 10 томов, начал в 1861 году де Росси, продолжил с 1922 года Анджело Сильваньи, затем Антонио Ферруа.
Джованни Батиста де Росси открыл катакомбы святого Каллиста благодаря фрагменту мраморной таблички с надписью NELIUS MARTYR. Учёный предположил, что речь идёт о мученике Корнелии (CORNELIUS), который, по источникам де Росси, должен был быть захоронен в катакомбах. Позднее, в крипте пап де Росси обнаружил вторую часть таблички с надписью EP (Episcopus).
Множество надписей встречается на локулах на латинском и греческом (греч. ZOE — «жизнь») языках. Иногда латинские слова написаны по-гречески, или в одном слове встречаются буквы из этих языков. В катакомбных надписях встречаются названия видов захоронений: arcosolium (arcisolium, arcusolium), cubiculum (cubuculum), forma, имена фоссоров, описание их деятельности.

## Посещение катакомб
Из всех катакомб Рима для посетителей в составе экскурсии, с обязательным гидом, открыты лишь шесть (вышеперечисленные христианские катакомбы, а также катакомбы святого Панкратия). В остальных катакомбах нет электрического освещения, их можно посетить при наличии разрешения папской комиссии по священной археологии. К наиболее интересным относятся самые богатые росписями катакомбы святых Петра и Марцеллина (III—IV века) на Via Casilina.

## В культуре
живопись:
- Ш. Ленепвё «Погребение мучеников в катакомбах» (1855 год)
- В Государственном музее изобразительных искусств им. Пушкина хранится коллекция акварельных копий (около 100 акварелей) раннехристианских росписей катакомб Рима русского художника-акварелиста Ф. П. Реймана (1842—1920). Рейман работал над копиями из катакомб (Домитиллы, Каллиста, Петра и Марцеллина, Претестата, Присциллы, Тразона и Сатурнина) 12 лет с 1889 г. по заказу И. В. Цветаева[54].

литература:
- В «Путешествии в Италию» (нем. Italienische Reise) Гёте описывает своё неприятное впечатление от посещения душных коридоров катакомб святого Себастьяна[55].

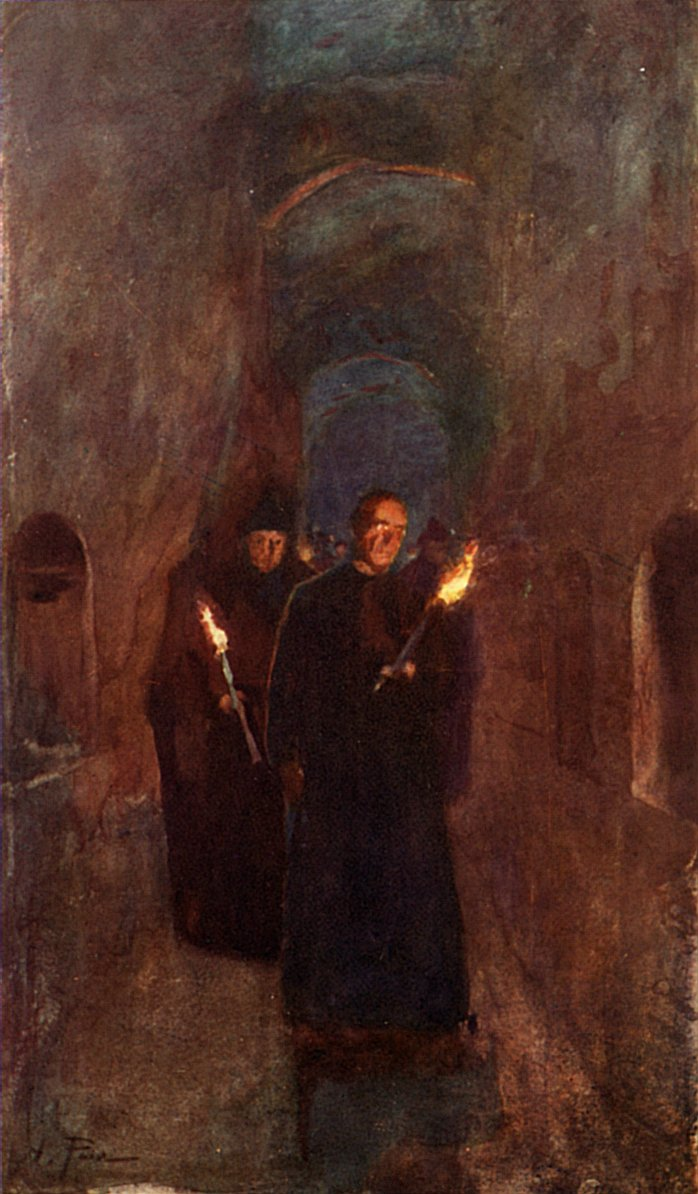
Процессия в катакомбах святого Каллиста

- Некоторые эпизоды романа Александра Дюма-отца «Граф Монте-Кристо» (Монте-Кристо и Франц д’Эпине спасают захваченного разбойниками Альбера де Морсера, Данглар вынужден отдать украденные им деньги разбойникам) происходят в катакомбах святого Себастиана.
- Генрик Сенкевич. Роман «Камо грядеши» (описано собрание христиан I века в римских катакомбах, однако такие собрания начались не ранее второй половины II века[источник не указан 2429 дней]).
- Р. Мональди, Ф. Сорти. «Imprimatur: В печать». Исторический детектив. М: АСТ, 2006. ISBN 5-17-033234-3
- Чарльз Диккенс в «Картинах Италии» (англ. Pictures from Italy) описал свои впечатления от посещения катакомб святого Себастьяна во время путешествия по Италии в 1844 году[56]:470—471:

Измождённый монах-францисканец с диким горящим взором был единственным нашим проводником в этих глубоких и жутких подземельях. Узкие проходы и отверстия в стенах, уходившие то в ту, то в другую сторону, в сочетании со спертым, тяжёлым воздухом вскоре вытеснили всякое воспоминание о пути, которым мы шли… Мы проходили между могил мучеников за веру: шли по длинным сводчатым подземным дорогам, расходившимся во всех направлениях и перегороженным кое-где каменными завалами… Могилы, могилы, могилы! Могилы мужчин, женщин и их детей, выбегавших навстречу преследователям, крича: «Мы христиане! Мы христиане!», чтобы их убили вместе с родителями; могилы с грубо высеченною на каменных гранях пальмою мученичества; маленькие ниши, вырубленные в скале для хранения сосуда с кровью святого мученика; могилы некоторых из них, кто жил здесь много лет, руководя остальными и проповедуя истину, надежду и утешение у грубо сложенных алтарей, таких прочных, что они стоят там и сейчас; большие по размерам и ещё более страшные могилы, где сотни людей, застигнутых преследователями врасплох, были окружены и наглухо замурованы, погребены заживо и медленно умирали голодной смертью. 
Торжество веры не там, на земле, не в наших роскошных церквах, — сказал францисканец, окидывая нас взглядом, когда мы остановились передохнуть в одном из низких проходов, где кости и прах окружали нас со всех сторон, — её торжество здесь, посреди мучеников за веру!

- Евгения Тур. Катакомбы: Повесть из первых времен христианства (1866).

музеи:
- Музей Пио-Кристиано в Ватикане посвящён собранию раннехристианских произведений искусства, найденных в римских катакомбах: мраморные языческие и христианские саркофаги, статуи, таблички с надписями на латинском и греческом языках.
- В музее сакрального искусства в библиотеке Ватикана (итал. Museo Sacro) находятся артефакты из римских катакомб и церквей: лампы с иудейскими и христианскими символами, изделия из стекла, медальоны.
- В музее Кьярамонти в Ватикане представлены множество саркофагов I—IV веков.
- Часть коллекции античного периода Национального римского музея составляют иудейские саркофаги, таблички с надписями, большое число артефактов из языческих гробниц.
- Римские катакомбы в Фалькенбурге, провинция Лимбург, Нидерланды (нидерл. Romeinse Katakomben Valkenburg) — катакомбы в заброшенной шахте из мергеля, построенные в 1910—1912 годах, точно копирующие некоторые римские катакомбы (размер и обстановка, росписи и цвета фресок, скопировано 14 отделений римских катакомб). Учредителем проекта стал промышленник Jan Diepen. Разработка проекта проходила под научным присмотром в том числе Иосифа Вильперта и при поддержке папы Пия X[57]:42.
- Капелла катакомб или реликвий (1888 год) в монастыре бенедиктинцев в Форт Аугуст в Шотландии — росписи частей монастыря выполнены в стиле римских катакомбных кубикул[57]:52.